# 勝間龍水
勝間 龍水（かつま りゅうすい、生没年不詳）とは、江戸時代の俳人、絵師。

## 来歴
名は定安。江戸の人で和泉町に居住し、龍水、松葉軒、新泉と号す。父の後を受けて町役人を勤め、その傍ら寺子屋を営む。篆刻を能くし俳諧においても名を成した。また絵も描き宝暦から明和にかけての俳書に挿絵を残す。画系は不明であるが書は池永道雲に学んでいる。宝暦12年（1762年）版行の『海の幸』の絵は雲母を使用した複雑な彩色摺りをしており、錦絵の誕生に貢献したといわれる。東京都府中市の大國魂神社拝殿には、龍水筆の「総社六所宮」の扁額がある。

## 作品
- 『わかな』　絵入俳書　※共画、宝暦6年（1756年）刊行
- 『海の幸』　絵入俳書　※宝暦12年刊行
- 『山の幸』　絵入俳書　※明和2年（1765年）刊行
- 「鯉図扇面」　紙本着色、扇面　早稲田大学図書館所蔵　※「龍水圖」の落款、「新泉」の白文方印あり